# Demang Lehmanstadion
Het Demang Lehmanstadion is een multifunctioneel stadion in Martapura een plaats in Indonesië (Zuid-Kalimantan). 
Het stadion wordt vooral gebruikt voor voetbalwedstrijden, de voetbalclubs PS Barito Putera en Martapura F.C. maken gebruik van dit stadion. In het stadion is plaats voor 10.000 toeschouwers. Het stadion werd geopend in 2013.